# Central nuclear Almirante Álvaro Alberto
La Central nuclear Almirante Álvaro Alberto (CNAAA), conocida como Central nuclear de Angra, se encuentra en la playa de Itaorna, en Angra dos Reis, Río de Janeiro, Brasil. Está formada por dos reactores de agua presurizada (PWR): Angra 1, con una potencia de salida neta de 626 MWe, que fue el primero que se conectó a la red en 1982, y Angra 2, con una potencia de salida neta de 1350 MWe, conectado en 2000. Está previsto un tercer reactor, Angra 3, con una potencia instalada proyectada de 1.245 MWe, cuya construcción comenzó el 1 de junio de 2010.

## Reactor Angra 1
El complejo Central Nuclear Almirante Álvaro Alberto es administrado por la empresa Eletronuclear, un monopolio estatal que controla la generación nuclear en Brasil. Angra 1 fue adquirido a la compañía Westinghouse de Estados Unidos (su central melliza es la Central Nuclear de Krško en Eslovenia) sin que en la compra incluyera la transferencia de aspectos sensibles a la tecnología de reactores. En su segundo proyecto, Angra 2, las autoridades brasileñas recurrieron a un proveedor alemán.

## Angra 2

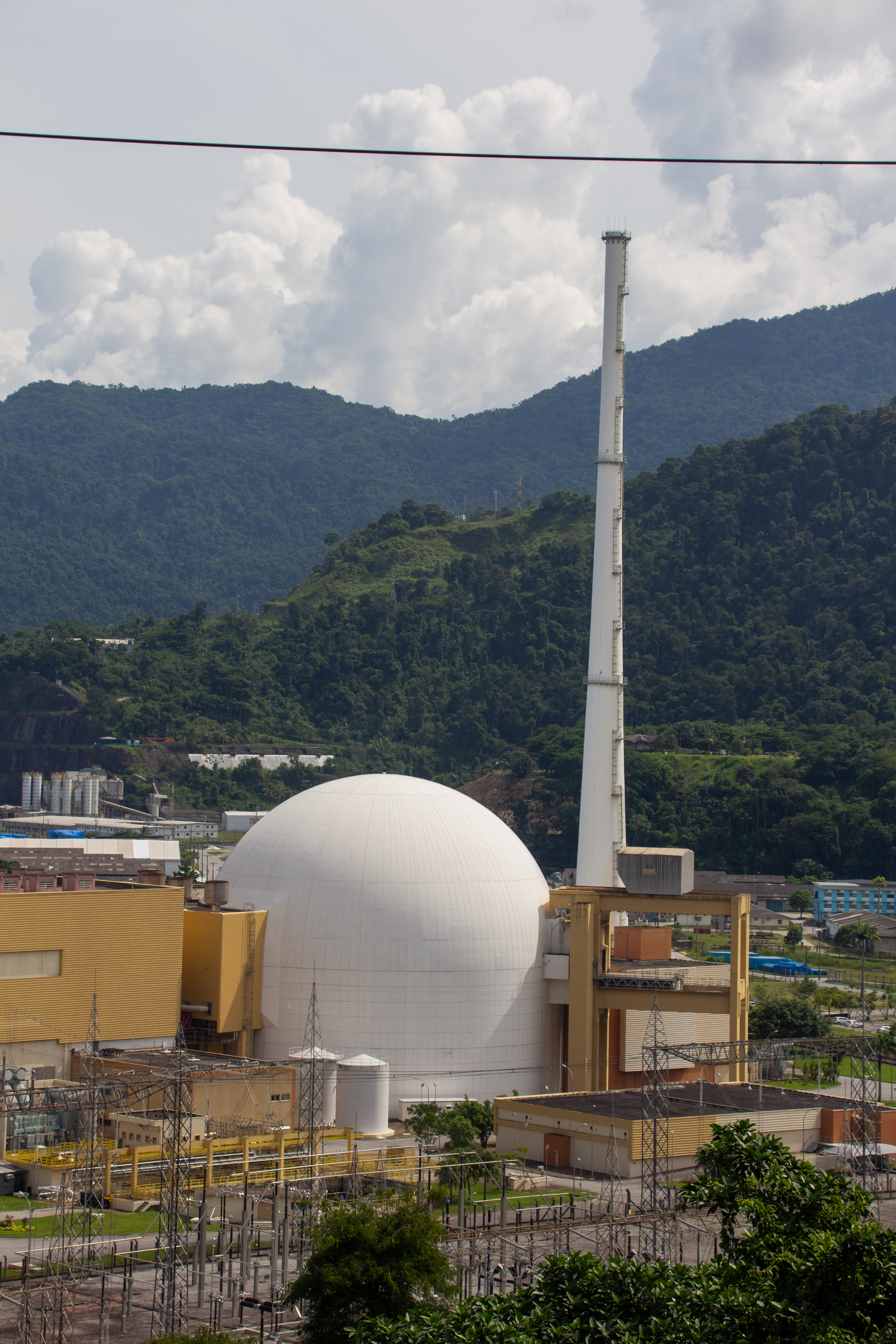
Angra 2

Angra 2 inició su operación comercial en 2001, es una planta tipo PWR - Reactor de Agua Presurizada, con un núcleo enfriado por agua desmineralizada ligera. Fue suministrado por Siemens - KWU de Alemania, bajo el Acuerdo Nuclear Brasil-Alemania y es operado por Eletronuclear. Con una potencia nominal de 1350 MW (aproximadamente el 50% del consumo del Estado de Río de Janeiro), al 2020 alcanzó la producción total de 200 millones de MWh desde su início de operación.

## Angra 3
Angra 3 se encuentra en fase de instalación, con un reactor de agua a presión de 1.350 MW. Después de que se detuviera su construcción, se anunció la reanudación del desarrollo a partir de 2008. Aproximadamente el 60-70% de los materiales para la construcción de esta central nuclear ya se han adquirido junto con la compra de materiales de Angra 2. El equipo se mantiene en el sitio, se gastaron 600 millones de reales en la fase inicial (750 millones de reales en valores de 1999) y se proyectaron 8.400 millones de reales adicionales (4.500 millones de reales), de los cuales el 70% se comprará a nivel nacional.
Las obras de terminación de Angra 3 se incluyeron en el Programa de Aceleración del Crecimiento (PAC), pero aún no se han completado ya que fueron interrumpidas en 2015 por sospechas de corrupción.
Para 2019, alrededor del 67% de las obras estaban terminadas y el gobierno brasileño había invertido 9 mil millones de reales en el proyecto, y ahora el gobierno está estudiando un modelo de asociación con el sector privado para poner la planta en operación en 2026.